# Remiz macronyx
Remiz macronyx е вид птица от семейство Remizidae.

## Разпространение
Видът е разпространен в Афганистан, Иран, Казахстан, Киргизстан, Таджикистан, Туркменистан и Узбекистан.